# Trädmöss
Trädmöss (Dendromurinae) är en underfamilj i familjen Nesomyidae som tillhör underordningen råttartade gnagare.
Idag skiljs mellan 22 arter som är fördelade på 6 släkten. Alla arter förekommer i Afrika söder om Sahara. De är inte specialiserade på ett särskilt habitat och lever både på savannen och i regnskogen. De flesta arterna behöver träd i utbredningsområdet men trots namnet klättrar inte alla arter i träd. Några trädmöss fördrar istället att klättra i buskar eller på grässtrån. Beroende på släkte är arterna allätare eller de är specialiserade på frön eller insekter. Trädmöss är nattaktiva.
Medlemmar i underfamiljen liknar varandra i tändernas uppbyggnad och skiljer sig genom detta särdrag från andra råttartade gnagare. Alla arter liknar möss i utseende. De når en kroppslängd mellan 5 och 14 centimeter.
En längsgående mörk strimma hittas ofta i släktena egentliga trädmöss och Megadendromus.  Vid framtassen är det första och femte fingret ofta förminskat. Endast fingrarna i mitten används. Vid bakfoten har Malacothrix typica fyra tår och alla andra arter fem tår. Den första tån är hos flera arter liten och utrustad med en nagel. Några arter har även en nagel på femte tån.

## Systematik
Enligt nyare molekylärgenetiska undersökningar utgör trädmöss systergruppen till hamsterråttor (Cricetomyinae) i familjen Nesomyidae. De 6 släktena är:
- Egentliga trädmöss (Dendromus)
- Megadendromus, en art
- Malacothrix, en art
- Dendroprionomys, en art
- Prionomys
- Fettmöss (Steatomys)

Före 1995 listades flera andra släkten till Dendromurinae. Underfamiljen var innan en samlingsplats för alla råttartade gnagare från Afrika som var högspecialiserade och där det fanns problem att tillskriva de till andra underfamiljer. Även studien från 1995 pekade på att underfamiljens 6 släkten kan ha olika förfäder. För att avgöra om underfamiljen är monofyletisk behövs ytterligare undersökningar.
Under tertiär fanns medlemmar av underfamiljen även i norra Afrika vid Medelhavet, på Iberiska halvön och på Arabiska halvön. För äldre fossil från Pakistan och Thailand är omstridd om de tillhör trädmössen.